# 6846 Kansazan
A 6846 Kansazan (ideiglenes jelöléssel 1976 UG15) a Naprendszer kisbolygóövében található aszteroida. Hiroki Kosai és Kiichiro Hurukawa fedezte fel 1976. október 22-én.